# Santalové dřevo

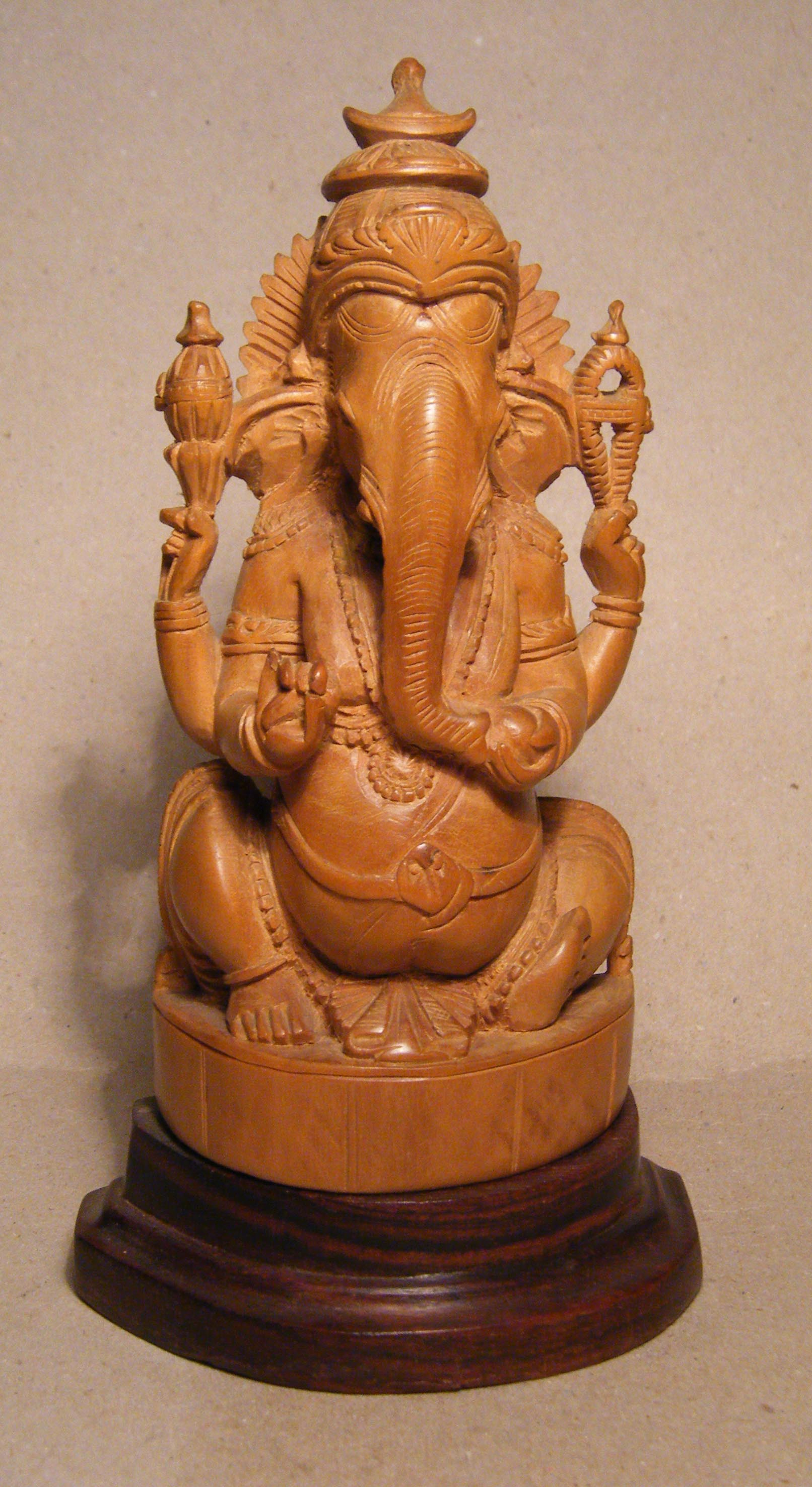
Soška Ganéši ze santalového dřeva

Santalové dřevo je exotické vonné dřevo, získávané zejména ze stromu santalovníku bílého (Santalum album).
Dřevo má vysoký obsah vonných silic ve formě aromatického oleje.

## Původ a výskyt
Santalovník bílý dorůstá výšky 4 až 9 metrů, je poloparazitický, stálezelený, s pilovitými lichozpeřenými listy, plody drobné, kulovité, nejedlé.
Dřevo je těžké, žluté s jemnými vlákny. Pochází z jižní Asie, vyskytuje se v západní Indii (Indie, Pákistán, Nepál, Bangladéš Srí Lanka), roste také v Indonésii, na tichomořských ostrovech (například na Havaji) a v Austrálii. Nepravý santal má červené odstíny a roste ve východní Indii (Thajsko, Malajsie, ad.). Dováží se hojně do Číny a Japonska.

## Využití
Dřevo se zpracovává především v jižní Indii a v Austrálii. Používá se:
- v léčitelství, protože má antiseptické účinky a domněle magické účinky.
- v kosmetice na parfémy, protože silice si vůni udrží dlouhodobě i po vyschnutí oleje.
- vonný olej do chrámových lampiček v hinduistických, islámských a buddhistických svatyních
- v řezbářství, zejména na sošky bohů v hinduistických chrámech
- na nábytek, kazety a truhličky
- rozemleté jako součást kadidla
- rozemleté jako součást tabáku.

V některých zemích se santalové dřevo pod označením E166 používá též jako potravinářské barvivo, například ve zmrzlinách či cukrovinkách. V EU je jeho používání zakázáno.